# Castolus Reichlin von Meldegg

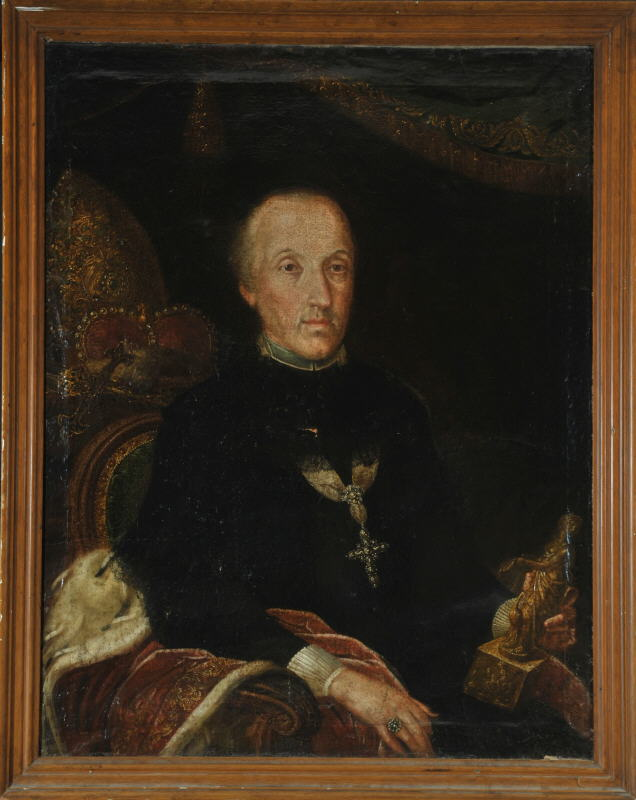
Johann Michael Koneberg zugeschriebenes Porträt von Castolus Reichlin von Meldegg aus 1793/94

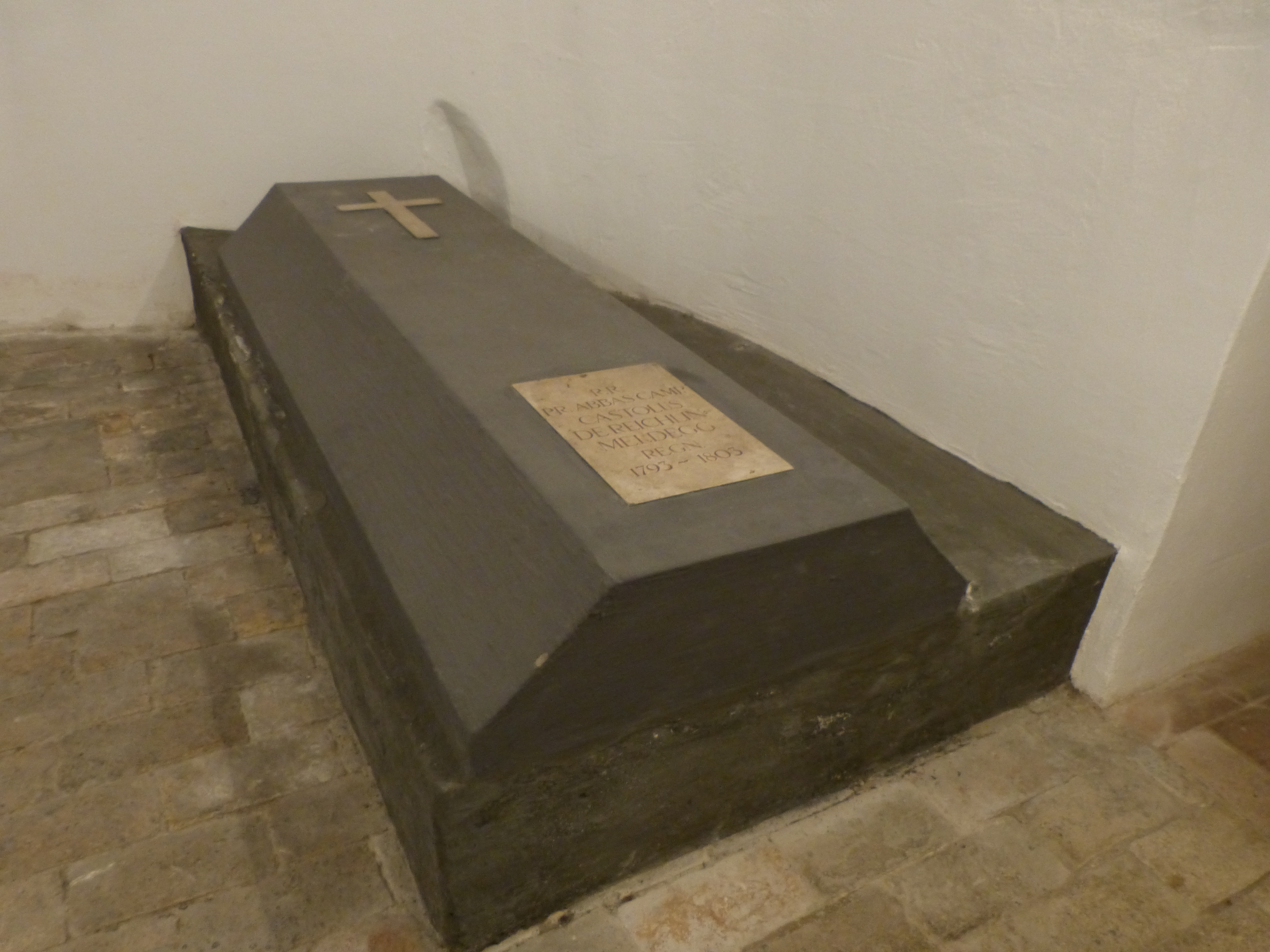
Grab von Castolus Reichlin von Meldegg in der Gruft von St. Lorenz

Castolus (Kastolus) Reichlin von Meldegg, auch Reichlin von Meldegg-Amtzell (* 26. September 1743 in Unterthingau; † 28. Mai 1804 in Kempten), geboren als Johann Marquard Reichlin von Meldegg, war von 1793 bis zur Auflösung des gefürsteten Benediktinerstifts im Zuge der Säkularisation im Jahre 1803 der letzte Fürstabt des Fürststifts Kempten.

## Herkunft und Leben
Castolus Reichlin von Meldegg entstammte dem württembergischen Zweig des Adelsgeschlechts der Freiherrn Reichlin von Meldegg, die ursprünglich Ministerialen des Klosters St. Gallen waren. Er war ein Sohn von Johann Maria Carl Josef Reichlin von Meldegg und dessen Frau Anna Franziska Maria von Sankt Vincenz. Sein Vater war Kempter Geheimrat, fürstlich kemptischer Hofmarschall, Rat und Pfleger zu Unterthingau, erwarb 1748 das Rittergut Amtzell und befand sich im Gefolge von Fürstabt Anselm Reichlin von Meldegg, als dieser 1742 zur Krönung von Kaiserin Maria Amalia nach Frankfurt reiste.
Castolus legte am 17. Mai 1761 im Benediktinerstift Kempten seine Profess ab, war zunächst Stiftskapitular von Kempten, ab 1775 Vizedekan, ab Januar 1786 Dekan, ein Jahr später Kammerpräsident, 1791 Propst zu Lautrach und von 1794 bis zur Aufhebung des Stifts im Jahre 1803, der letzte Fürstabt des Fürststifts Kempten. Ein Jahr nach dem Untergang seines Territoriums verstarb Castolus Reichlin von Meldegg, von schwerer Krankheit gezeichnet, am 28. Mai 1804 im Alter von 61 Jahren und wurde bei seinen Amtsvorgängern in der Gruft der Stiftskirche St. Lorenz in Kempten beigesetzt.

## Wirken

### Vor der Auflösung des Fürststifts Kempten
Nachdem es Castolus Reichlin von Meldegg im ersten Jahr seiner Regierungszeit als Fürstabt noch gelungen war, das Einvernehmen mit der fürststift-kemptischen Landschaft kurzfristig aufrechtzuerhalten, führte seine Weigerung, die bereits unter Rupert von Neuenstein in der sogenannten „Interimsdeclaration“ verbrieften Rechte der Landschaft als Verhandlungsgrundlage anzuerkennen, zu Auseinandersetzungen mit der Landschaft und damit zur Vereitlung des inneren Friedens. Im Zuge des Ersten Koalitionskrieges (1792 bis 1797) gaben die mit hohem finanziellen Aufwand verbundenen Einquartierungen und Durchzüge französischer Truppen sowie die immensen Unterhaltskosten für die Reichsarmee weiteren Anlass zur sozialen Unzufriedenheit der stiftischen Untertanen und zu Unruhen. Als das Kontingent der Kemptener Landschaft auf weitere 200 Männer vergrößert werden sollte, sich diese aber weigerte, Truppen zu stellen, war das revolutionäre Potential inzwischen so hoch, dass sich Castolus Reichlin von Meldegg aus Sicherheitsgründen gezwungen sah, die Flucht zu ergreifen. Er floh im Sommer 1796 nach Reutte und kehrte erst am 17. Oktober 1796 wieder nach Kempten zurück.
Nach seiner Rückkehr versuchte Reichlin von Meldegg zunächst, die Verhandlungen mit der Landschaft fortzusetzen. Diese wurden jedoch durch den Zweiten Koalitionskrieg (1798 bis 1801) unterbrochen. Als die französischen Truppen am 12. Mai 1800 wieder in Kempten einrückten, das Stift und die fürstäbtliche Residenz plünderten, floh Reichlin von Meldegg erneut; diesmal jedoch nach Salzburg. Er kehrte erst im Februar 1801, nach dem Abschluss des Friedens von Lunéville, nach Kempten zurück.

### Nach der Auflösung des Fürststifts Kempten
Der Frieden von Lunéville bedeutete sowohl für die Freie Reichsstadt als auch für das Fürststift Kempten das Ende der Selbstständigkeit. Am 2. September 1802 marschierten kurbayrische Truppen in Kempten ein und besetzten das fürststift-kemptische Territorium. Zwei Monate später, im November 1802, erfolgte die Zivilbesitznahme des Fürststifts und damit die Verstaatlichung des Abteibesitzes. Durch den Reichsdeputationshauptschluss, der im April 1803 in Kraft trat, fielen Stadt und Stift, unter Verlust ihrer bisherigen Eigenstaatlichkeit, dann endgültig an Bayern.
Im Zuge der Säkularisation verlor Castolus Reichlin von Meldegg all seine Herrschaftsrechte. Als Abfindung forderte er von der bayrischen Regierung eine jährliche Pension von 20000 Gulden, das lebenslange Wohnrecht im gesamten oberen, nach Süden gelegenen Stockwerk der Residenz, einen Pferde- und Wagenpark sowie Schloss Grönenbach als Sommerresidenz und die Jagden Grönenbach und Theinselberg. Angesichts der schlechten Finanzlage des Stifts wollte die bayrische Regierung dem ehemaligen Fürstabt jedoch lediglich eine jährliche Pension von 10000 Gulden ausbezahlen, gab im September 1803 seinen Forderungen nach langwierigen Verhandlungen aber schließlich nach.
Doch schon acht Monate später verstarb Castolus Reichlin von Meldegg, der sich mit dem Verlust seines Amtes nur schwer abfinden konnte, nach schwerer Krankheit und enthob somit die bayrische Regierung von der Verpflichtung weiterer Pensionszahlungen.